# Slag bij Bolybotum
De Slag bij Bolybotum (Turks: Bolvadin Savaşı) vond plaats in 1116 tussen een Byzantijns leger en een Seltsjoeks leger. De strijd eindigde in een verpletterende nederlaag voor de Byzantijnen en de definitieve verlies van Anatolië voor de Byzantijnen. Na de slag bij Bolybotum zouden de Turken Anatolië als hun definitieve vestigingsplaats zien. Vlak na de oorlog hebben de Turken stad Bolvadin gesticht.